# Kari Korhonen
Kari Korhonen (Espoo, 8 d'octubre de 1973) és un guionista i autor de còmics finés, conegut pel seu treball amb personatges de The Walt Disney Company.
La seua carrera professional comença el 1992, il·lustrant llibres infantils i vinyetes a premsa diària. El 1993 comença a treballar amb personatges com L'Ànec Donald per a l'empresa danesa Egmont. És el guionista de la majoria d'historietes de Paperino Paperotto de realització no-italiana, que són dibuixades per ell mateix o per altres dibuixants de la casa tal que Ignasi Calvet Esteban o Maximino Tortajada Aguilar.